# Adam Pijnacker

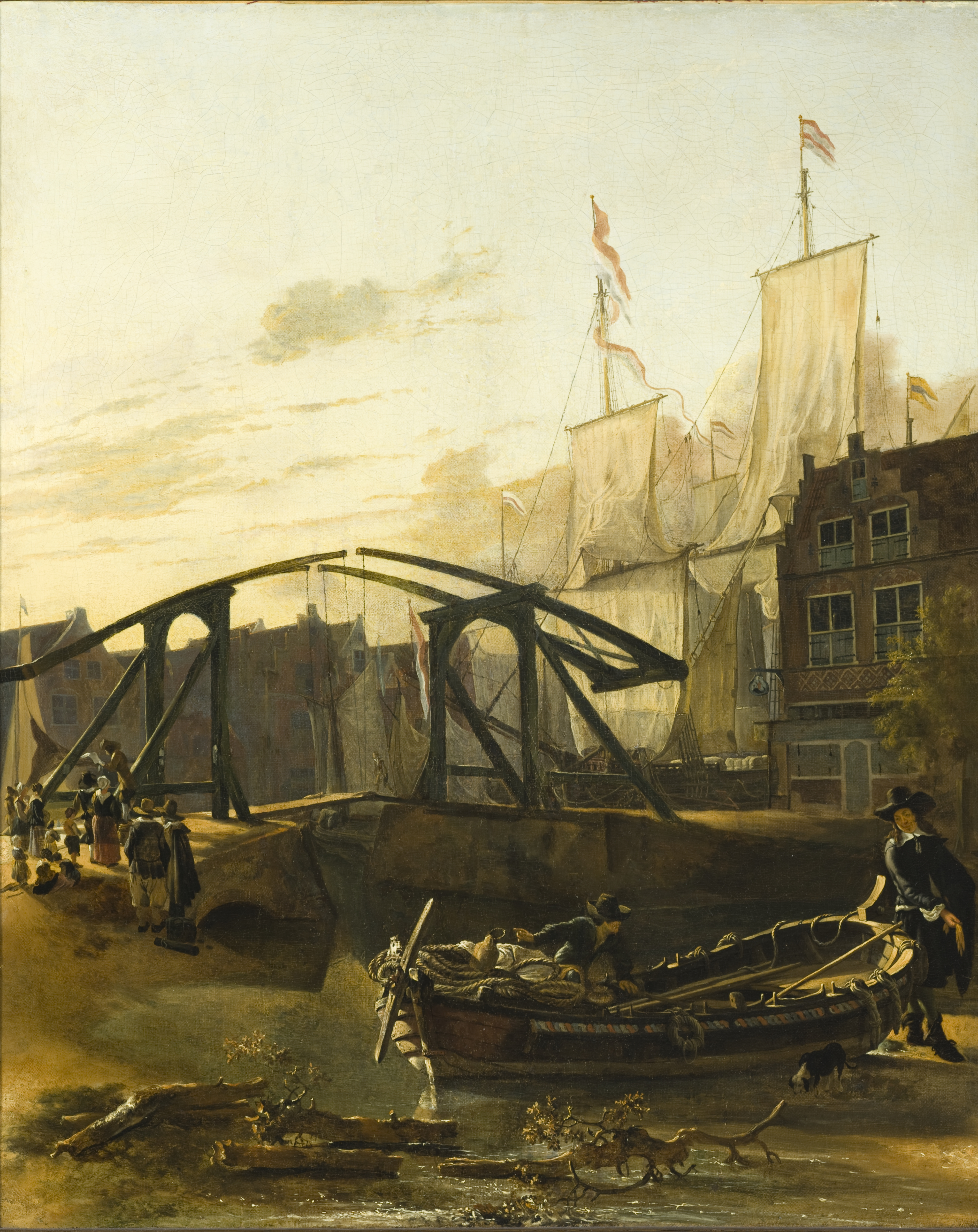
Der Hafen von Schiedam (1650–1652)

Adam Christiaensz Pijnacker oder Pynacker (* 1620 oder 1622 in Schiedam; begraben am 28. März 1673 in Amsterdam) war ein niederländischer Maler des Goldenen Zeitalters, hauptsächlich von Landschaften.

## Leben und Wirken
Pijnacker wurde als Sohn eines Weinhändlers geboren, der Mitglied in der Vroedschap war, der Stadtregentschaft. Er reiste nach Italien und war drei Jahre fort. 1658 konvertierte er zum Katholizismus, um Eva Maria de Geest zu heiraten, die Tochter von Wybrand de Geest. Zwei Jahre später malte sein Schwiegervater ein Porträt von ihm, als Gegenstück zu einem früheren Porträt seiner Frau. In Schiedam taufte er zwei Kinder, ab 1661 lebte er jedoch bis zu seinem Tod auf der Rozengracht in Amsterdam.

## Hochzeitsporträts
De Geest war ein äußerst erfolgreicher Porträtmaler, der 1652 seine Tochter und zwei Jahre nach deren Hochzeit seinen neuen Schwiegersohn porträtierte:

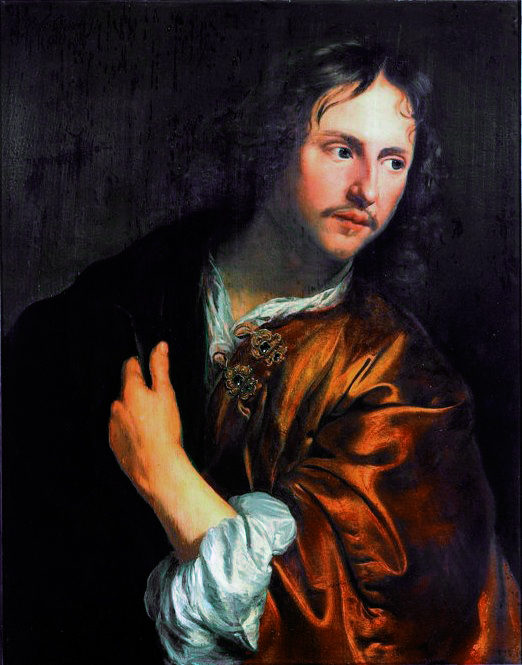
Wybrand de Geest: Adam Pijnacker
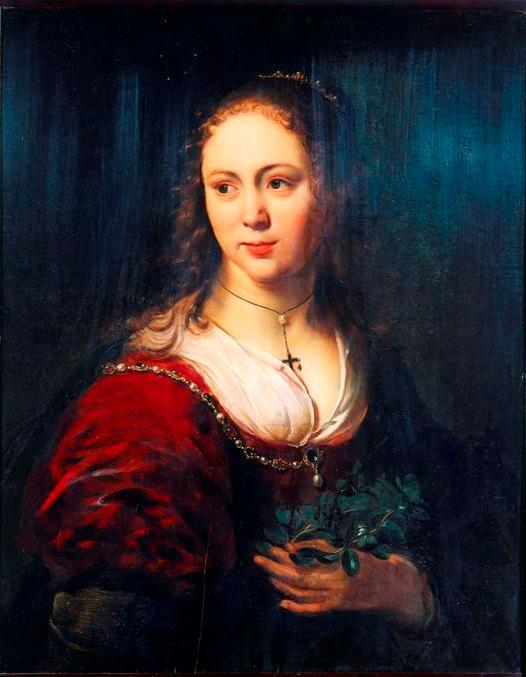
Eva de Geest, Pijnackers Frau

Pijnacker wird als Beispiel für einen Italien-reisenden Landschaftsmaler (Italianate landscape painter) angesehen, wie Jan Both, Jan Baptist Weenix, Nicolaes Berchem und Jan Asselyn. Er spezialisierte sich auf die Dekoration ganzer Räume. Der Dichter P. Verhoek schrieb ein Gedicht über einen seiner dekorierten Räume.